# Galey
Galey  ist eine französische Gemeinde mit 113 Einwohnern (Stand: 1. Januar 2022) im Département Ariège in der Region Okzitanien. Sie gehört zum Arrondissement Saint-Girons und zum Kanton Couserans Ouest.
Nachbargemeinden sind Herran im Norden, Saint-Jean-du-Castillonnais im Osten, Augirein im Süden, Saint-Lary im Südwesten und Portet-d’Aspet im Westen.

## Bevölkerungsentwicklung
| Jahr      | 1962 | 1968 | 1975 | 1982 | 1990 | 1999 | 2008 | 2017 |
| --------- | ---- | ---- | ---- | ---- | ---- | ---- | ---- | ---- |
| Einwohner | 165  | 131  | 121  | 114  | 82   | 101  | 113  | 117  |

## Persönlichkeiten
- Matila Malliarakis (* 1986), Schauspieler

## Sehenswürdigkeiten
- Kapelle Saint-Quintin, seit 1998 ein Monument historique
- Kirche Saint-Pierre

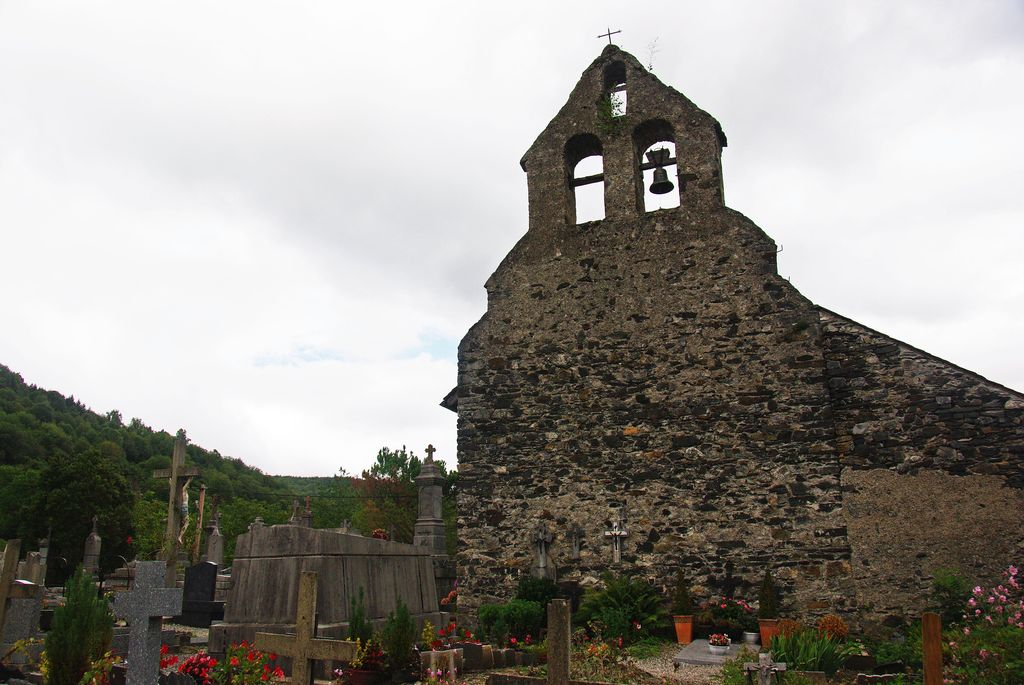
Kapelle Saint-Quintin
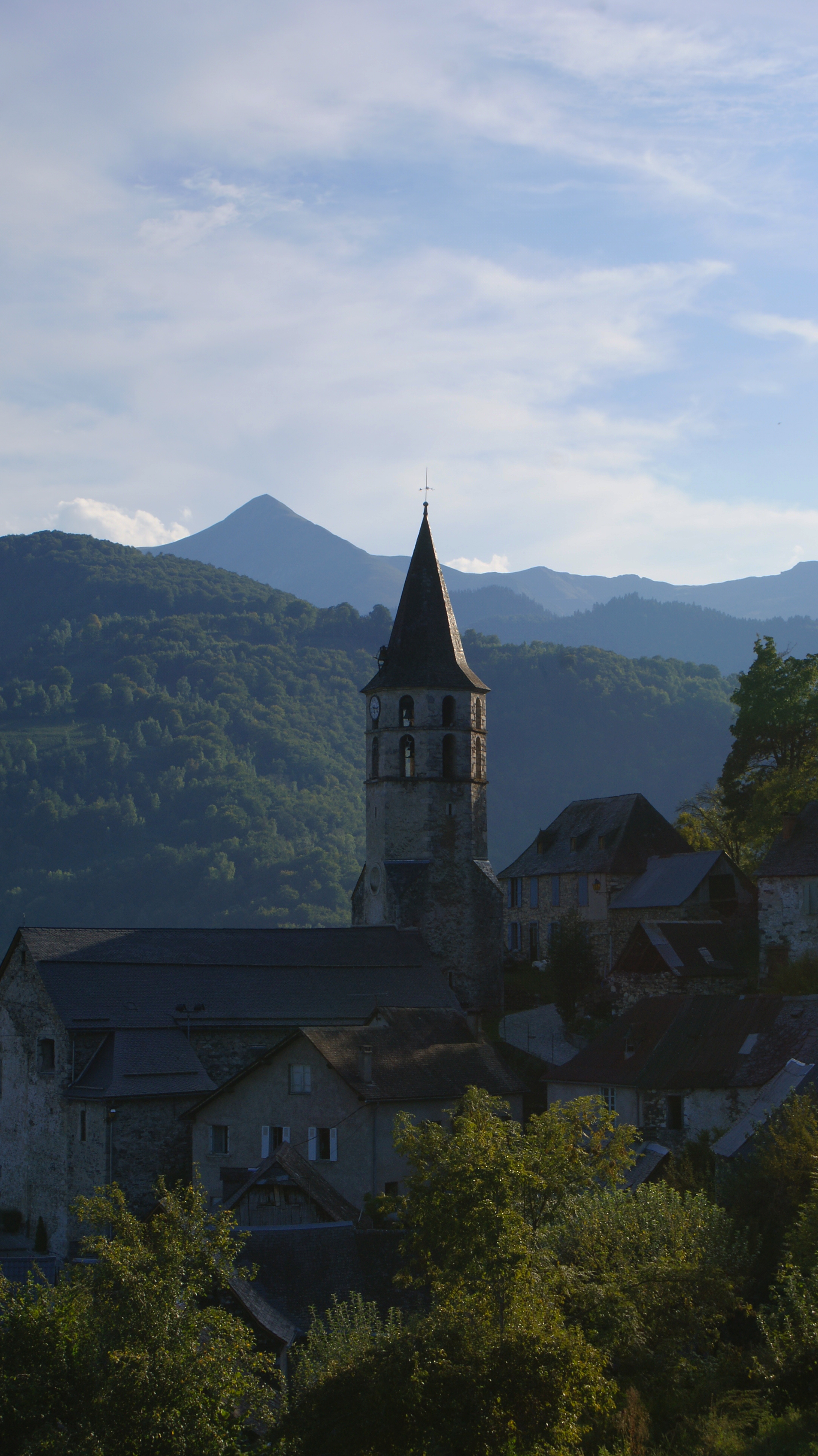
Kirche Saint-Pierre